# Kentucky River
Kentucky River er en biflod til Ohio River og løber i staten Kentucky i USA. Den har en længde på 417 km og afvander store dele af det centrale Kentucky sammen med sine bifloder; øvre del af floden går gennem kulregionen Cumberland Mountains, mens den nedre del løber gennem regionen Bluegrass nordligt og centralt i delstaten. Kentucky River forsyner omtrent hver sjette person i staten med vand.
Floden begynder ved Beattyville, Kentucky, hvor tre tilførselsfloder løber sammen. Disse omtales som North Fork, Mid Fork og South Fork. Den længste af dem - North Fork of Kentucky River - er 201 km lang. Det totale flodsystem Kentucky-North Fork er dermed i alt 618 km langt. North Fork kunne forresten have været endnu 8–9 km længere, hvis man ikke i 1960'erne havde bortsprængt en klippe og forkortet flodløbet ved "Jackson Panhandle" (37°33′24.023″N 83°23′12.516″V / 37.55667306°N 83.38681000°V) for at lave en kunstig sø, Panbowl Lake, for sportsfiskerne.
Næste biflod af betydning løber sammen med Kentucky River ca. 18 km sydøst for byen Winchester er Red River. Den er godt 90 km lang og starter i bjergområderne kaldt Cumberlandplaeauet, mod øst i Wolfe County. Red River løber mod vest gennem et naturskønt område i Daniel Boone National Forest. I 1993 blev en 32 km lang strækning af floden gennem Red River Gorge fredet som naturpark.
To af de store floder i Kentucky var oprindelig navngivet til ære for det engelske hertugpar af Cumberland: Cumberland River efter prins William Augustus, og Luisa River efter hans hustru, prinsesse Luisa. Efterhånden gik navnet Luisa ud af brug, Louisa River blev til Kentucky River, og navnet blev i stedet hængende ved en lille flod med kilde i Pike County i den østlige del af Kentucky i form af navnet Levisa Fork River, en flod som ikke engang løber til Kentucky River, men til flodsystemet Big Sandy River.

## Kentucky River som transportvej
Indtil 1986 var Kentucky sejlbar i hele sin længde op til Beattyville gennem et system af fjorten sluser, som kunne løfte lægterfartøjer 66 meter, fra 128 moh. ved Carroltown ved flodens udløb i Ohio River og op til 194 moh. Lægterne havde fragtet jernbaneskinner, anlægsmaskiner etc. ind i Kentucky og blandt andet kul og tømmer ud.
Fra 1986 var behovet for flodtransport i stor grad bortfaldet efter omfattende vejbyggerier, samt jernbanespor ud fra næsten alle kulmineområdene i det østlige Kentucky. Der blev ikke længere givet støtte til vedligehold af de ti øverste af disse sluser, og derefter var floden kun sejlbar op forbi delstatshovedstaden Frankfort og yderligere godt 20 km til sluse #5 i Anderson County.
Fra 2007 blev de fire nedre sluser også nedlagt, men der blev bygget transportramper, så mindre både let kunne transporteres forbi de gamle sluseanlæg. På denne måde er Kentucky River i dag delvis farbar længere op end Beattyville, i alle tre løb, North Fork, Middle Fork og South Fork.